# 赌博障碍
赌博障碍（gambling disorder）或称为賭博成癮症、問題賭博，是一種持續需要賭博的心理，儘管患者明知其負面危害，又或希望停止。
問題賭博的定義，在於賭徒或其他人受到傷害，而不是賭徒的行為會否構成傷害。對於嚴重的問題賭博，如果符合定義的話，可被診斷為賭博成癮或病態賭博。若成為了病態賭博，不論是社會或家庭均會受損。
病態賭博屬於一種衝動控制的問題，患者往往出現與其他濫用藥物患者相同的病徵。儘管如此，「賭博成癮」或「賭博沉溺」這個名詞往往只在患者康復期才會使用；另一方面，根據《美國精神科協會》的定義，病態賭博被歸類為衝動控制問題，而不是成癮症的一種。這個定義將會在手冊的第五版改變。

#### 病態賭博的特徵：
1. 需要投注越來越多的金錢來獲得相同的興奮感（即「耐受性」逐步提高）。
2. 當嘗試減少或停止賭博行為時感到煩躁、焦慮或坐立不安。
3. 多次嘗試控制、減少或戒除賭博行為但均告失敗。
4. 經常思考賭博，包括過往經歷、未來計畫或籌資方法等。
5. 輸錢後常想儘快再次賭博以試圖翻本（俗稱「追輸」）。
6. 為掩蓋賭博行為的程度而對家人、朋友或他人說謊。
7. 因賭博行為而危及或喪失了重要的人際關係、職業或教育機會。
8. 向他人借錢以應對因賭博造成的經濟困境。
9. 將賭博作為逃避問題或緩解情緒低落、焦慮、罪惡感等的方法。
（以上诊断标准摘录自《精神障碍诊断与统计手册》第五版（DSM-5），由美国精神病学学会（APA）发布。）

## 定義與病徵
其病徵包括：
- 需要越賭越大，才可以維持賭博帶來的刺激，屢次嘗試戒賭、控制或減少賭博行為，但不成功。
- 一開始賭博便會完全失控，不理輸贏都仍然繼續下去。[5]
- 以賭博來逃避問題或舒緩不安情緒。

美國精神科協會出版的《精神疾病診斷與統計手冊第四版》（DSM-IV）中就列出十項用來診斷病態嗜賭的準則，只要回答「是」或「否」，計算有多少個「是」，就能測試自己是否病態賭徒。3－4項答「是」者屬於問題賭徒，若有5項或以上答「是」則是病態賭徒。
- 腦海常充滿賭博的事情，沉溺於以往賭博的經驗，計劃下次的「搏殺」，和想方法籌集賭本等。
- 需要逐漸加大注碼才可達到賭博的刺激。
- 多次嘗試控制，減少或戒賭，但都不成功。
- 當減少或停止賭博時會感到不安或煩躁。
- 以賭博來逃避一些問題或藉以暫時抒解不快的情緒（如：感到無助、內疚、焦慮和抑鬱）。
- 每當賭輸後，會再賭，希望「追」回所輸掉的。
- 向家人、輔導人員或其他人「講大話」來隱瞞自己的賭癮。
- 為找尋更多賭本而作出非法行為，如詐騙、偽造及偷竊等。
- 因為自己的賭博行為而傷害或喪失了一些重要的朋友、親人、工作、事業或教育的機會，又或與家人發生爭執或暴力事故。
- 因賭博以致債台高築，而要依靠別人作出金錢上的援助。

## 导致赌博成瘾的因素
梅奥诊所的专家表示，强迫性赌博可能是由生物学、遗传学和环境因素引起的，例如：
- 心理健康障碍（物质使用障碍、人格障碍、情绪状态的存在）
- 年龄和性别（通常在年轻人或中年人中发现，男性比女性更常见）
- 家庭或朋友的影响
- 个性特质
- 视频游戏（包括任何类似赌博的因素，如老虎机或战利品箱）[7]
- 具有罕见副作用的药物（例如，抗精神病药或多巴胺激动剂）。

其他研究将以下触发因素添加到上述内容：
- 创伤性条件
- 与工作相关的压力
- 孤独
- 其他成瘾

如果不加以治疗，问题赌博可能会对个人的生活产生严重和持久的影响：
- 与关系相关的问题
- 金钱问题，破产
- 法律问题，监禁
- 健康问题
- 自杀, 包括自杀思维和企图

### 自杀率
在绝望阶段未接受病理赌博治疗的赌徒可能会考虑自杀。 问题赌博通常与普通人口相比，与自杀意念和自杀企图增加相关。
早期出现问题赌博可能会增加终身自杀的风险。 与问题赌博的人群中，合并共病的物质使用障碍 和合并的心理障碍会增加问题赌博患者的自杀风险。 一项2010年的澳大利亚医院研究发现，17%的自杀患者入院阿尔弗雷德医院急诊科是问题赌博者。

## 机制

### 生物学
根据伊利诺伊成瘾康复研究所的研究，证据表明，病理赌博类似于化学成瘾。 据观察，一些病理赌徒的去甲肾上腺素水平低于正常赌徒。 根据前国家酒精滥用和酒精中毒研究所的研究人员Alec Roy进行的研究，去甲肾上腺素在压力、兴奋或兴奋状态下分泌，所以病理赌徒赌博是为了弥补他们的低剂量。
研究已比较了病理赌博者与物质成瘾者，得出结论认为成瘾赌博者在戒断期间显示更多的身体症状。
缺乏血清素也可能导致强迫行为，包括赌博成瘾。这些抗抑郁药研究之后发现了三个重要的观点：
1. 抗抑郁药可以减少病理赌博，当抑制血清素重摄取抑制剂和5-HT1/5-HT2受体拮抗剂产生效果时。
2. 病理赌博，作为强迫性障碍的一部分，需要抗抑郁药的更高剂量，通常与抑郁症所需的剂量相同。
3. 在参与者没有或只有轻微焦虑或抑郁症状的情况下，抗抑郁药仍然具有这些效果。

柏林一次会议上提出了一项有限的研究，暗示了问题赌博者的阿片类物质释放与普通人群不同，但与物质使用障碍的人群有很大不同。
一项回顾的研究发现，敏感化理论起了关键作用。 在涉及赌博等活动的人群中观察到多巴胺失调综合症，包括这些活动。一些医学作者认为，将问题赌博的生物医学模型可能是无益的，因为它只关注个体。这些作者指出，社会因素可能比大脑化学物质更重要，他们建议社会模型可能更有助于理解这个问题。 例如，英国问题赌博似乎增加可能更好地理解为2007年生效的法规变化的结果，该法规允许赌场、博彩商和在线赌博网站首次在电视和广播上进行广告宣传，并放宽了对博彩店和在线赌博网站开设的限制。
病理赌博与许多其他冲动控制障碍，如偷窃癖，有很多相似之处。 根据社区和诊所研究的证据，病理赌博者很可能同时出现其他精神障碍，包括物质使用障碍、情感障碍和焦虑障碍，或人格障碍。
病理赌博与物质使用障碍有一些诊断标准的重叠；病理赌博者也可能有物质使用障碍。"望远镜现象"反映了女性与男性相比，在初始行为与问题行为之间的迅速发展。最初这一现象是针对酗酒症描述的，但它也适用于病理赌博。此外，生物数据支持了病理赌博和物质使用障碍之间的关系。 一项综合性的英国赌博委员会2018年的研究也暗示了赌博成瘾与体育锻炼减少、饮食不良和整体健康下降之间的联系。该研究将问题赌博与影响人际关系和社会稳定性的一系列问题联系起来。

### 心理学
有几种心理机制被认为与问题赌博的发展和维持有关。 首先，奖励处理似乎在问题赌徒中不太敏感。 其次，一些人将问题赌博用作逃避生活中问题的方式（负性强化的例子）。第三，个性因素如自恋、寻求风险、追求刺激和冲动性起到了作用。第四，问题赌徒存在多种认知偏见，包括控制幻觉、不切实际的乐观主义、过度自信和赌徒谬误（错误地认为一系列随机事件倾向于自我纠正，以使各种结果的绝对频率互相平衡）。第五，问题赌徒代表了一种行为旋转过程的慢性状态，即赌博旋转，正如刑事旋转理论所描述的那样。
西班牙的赌博监管机构已更新了其2019年至2020年的责任博彩计划，将问题赌博分类为精神障碍。